# Liga Superior de Turkmenistán 2017
La temporada 2017 de la Liga Superior de Turkmenistán (Ýokary Liga), será la 25ta temporada del fútbol profesional de Turkmenistán. Está se disputa entre marzo y diciembre de 2017.
La temporada fue disputada por 9 equipos, todos pertenecientes a la edición 2016, ya que no se concretó ascenso de la Birinji Liga. El Altyn Asyr es el campeón defensor.

## Equipos
El club Yedigen, ubicado penúltimo en la tabla de posiciones (por encima del Turan) de la temporada 2016, se le negó la licencia para la temporada 2017, y ningún equipo de la Birinji Liga logró obtener una licencia para completar el cupo de equipos; lo que significa que sólo 9 equipos disputarán el título. Excepcionalmente, esta temporada no tendrá descensos.

### Datos generales
Equipos ordenados alfabéticamente. En cursiva los ascendidos a la categoría.
| Club       | Ciudad      | Estadio              | Capacidad | Entrenador           |
| ---------- | ----------- | -------------------- | --------- | -------------------- |
| Ahal       | Annau       | Ashgabat             | 20,000    | Ali Gurbani          |
| Altyn Asyr | Ashgabat    | Ashgabat             | 20,000    | Ýazguly Hojageldiýew |
| Aşgabat    | Ashgabat    | Ashgabat             | 20,000    | Tofik Şukurow        |
| Balkan     | Balkanabat  | Tuplumy (Balkanabat) | 10,000    | Aleksandr Klimenko   |
| Turan      | Dashoguz    | Toplumy (Dasoguz)    | 10,000    |                      |
| Energetik  | Mary        | Baýramaly            | 3000      | Rahym Gurbanmämmedow |
| Köpetdag   | Ashgabat    | Kopetdag             | 26,000    | Said Seýidow         |
| Merw       | Mary        | Toplumy (Mary)       | 10,000    | Magtym Begenjow      |
| Şagadam    | Türkmenbaşy | Şagadam              | 5,000     | Rejepmyrat Agabaýew  |

## Tabla de posiciones
| Pos | Equipo        | PJ | PG | PE | PP | GF | GC | Dif | Pts |
| --- | ------------- | -- | -- | -- | -- | -- | -- | --- | --- |
| 01. | FC Ahal       | 10 | 7  | 2  | 1  | 24 | 07 | +17 | 23  |
| 02. | FC Energetik  | 10 | 6  | 2  | 2  | 15 | 07 | +8  | 20  |
| 03. | Shagadam      | 10 | 6  | 1  | 3  | 18 | 10 | +8  | 19  |
| 04. | FC Altyn Asyr | 5  | 5  | 0  | 0  | 14 | 03 | +11 | 15  |
| 05. | Balkan        | 9  | 4  | 3  | 2  | 16 | 09 | +7  | 15  |
| 06. | FC Ashgabat   | 10 | 3  | 2  | 5  | 10 | 14 | -4  | 11  |
| 07. | Kopetdag      | 11 | 3  | 2  | 6  | 10 | 20 | -10 | 11  |
| 08. | Merw          | 10 | 2  | 1  | 7  | 12 | 21 | -9  | 7   |
| 09. | Turan         | 11 | 0  | 1  | 10 | 2  | 30 | -28 | 1   |

Pts = Puntos; PJ = Partidos jugados; G = Partidos ganados; E = Partidos empatados; P = Partidos perdidos; GF = Goles anotados; GC = Goles recibidos; Dif = Diferencia de goles

(C) = Campeón.

Fuente:
|  | Copa AFC 2018 (Fase de grupo)    |
|  | Copa AFC 2018 (Ronda preliminar) |